# Röderau-Bobersen
Röderau-Bobersen, heute ein Gemeindeteil von Zeithain, war eine selbständige sächsische Gemeinde, die vom 1. Januar 1994 bis zum 1. Juli 2002 existierte. Das Gemeindegebiet befand sich rechts der Elbe unmittelbar östlich der Kreisstadt Riesa. Im Osten grenzte Zeithain an. Die Gemeinde hatte die drei Ortsteile Röderau-Bobersen, Moritz und Promnitz.

## Geschichte
Die Gemeinde Röderau-Bobersen wurde am 1. Januar 1994 durch den Zusammenschluss der bis dahin selbstständigen Gemeinden Röderau (mit Moritz und Promnitz) und Bobersen aus dem Landkreis Riesa gebildet. Zum Zeitpunkt der Vereinigung hatte sie 2.566 Einwohner und eine Fläche von 1.003 Hektar. Im Zuge der ersten sächsischen Kreisgebietsreform wurde die Gemeinde Teil des Landkreises Riesa-Großenhain.
Am 30. Juni 1998 hatte Röderau-Bobersen 2.724 Einwohner, was den höchsten Stand der Einwohnerzahl in der Gemeindegeschichte markierte. In den Folgejahren stagnierte die Einwohnerzahl weitgehend und nahm geringfügig ab.
Die Eigenständigkeit von Röderau-Bobersen endete am 1. Juli 2002 mit der Eingemeindung nach Zeithain. Beide Gemeinden verband seit dem 23. Oktober 1998 die Verwaltungsgemeinschaft Zeithain-Röderau-Bobersen. In Zeithain bildet Röderau-Bobersen bis heute einen amtlich ausgewiesenen Gemeindeteil.

## Verkehr
Die Bundesstraße 169 tangiert Röderau-Bobersen. Durch Röderau-Bobersen verlaufen die Bahnstrecke Jüterbog–Röderau, Bahnstrecke Zeithain–Elsterwerda und die Bahnstrecke Leipzig–Dresden. Dort befindet sich der Abzw Röderau Bogendreieck. In Röderau-Bobersen verkehren mit Stand 2022 sieben Buslinien, die Röderau-Bobersen u. a. mit Mühlberg, Gröditz, Großenhain, Nünchritz und Riesa verbinden, wo Anschluss an das Eisenbahnnetz besteht.